# Linde (dopływ Leny)
Linde (ros. Линде lub Линдя) – rzeka w Rosji, w Jakucji; lewy dopływ Leny. Długość 804 km; powierzchnia dorzecza 20 tys. km².
Źródła we wschodniej części Wyżyny Środkowosyberyjskiej; płynie w kierunku południowym, następnie południowo-wschodnim po Nizinie Środkowojakuckiej silnie meandrując; liczne starorzecza; w dorzeczu wiele jezior i bagien.
Zamarza od października do maja; zasilanie śniegowo-deszczowe.